# 西津軽郡
西津軽郡（にしつがるぐん）は、青森県の郡。
人口14,137人、面積831.99km²、人口密度17人/km²。（2025年4月1日、推計人口）

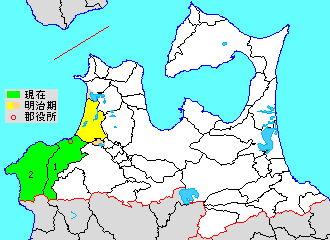
青森県西津軽郡の範囲（1.鰺ヶ沢町 2.深浦町 薄黄：後に他郡に編入された区域）

以下の2町を含む。2町を総称して西海岸という。
- 鰺ヶ沢町（あじがさわまち）
- 深浦町（ふかうらまち）

## 郡域
1878年（明治11年）に行政区画として発足した当時の郡域は、上記2町のほか、概ね以下の区域にあたる。
- つがる市の全域
- 五所川原市の一部（小曲・十三）
- 北津軽郡鶴田町の一部（岩木川以西）

## 歴史

### 郡発足までの沿革
- 明治初年時点では、津軽郡のうち後の当郡域の全域が陸奥弘前藩領であった。
- 「旧高旧領取調帳」に記載されている明治初年時点に存在した村は以下の通り。（1町220村）

松代村、湯舟村、小屋敷村、南浮田村、山崎村、北浮田村、浮田村、出来島村、建石村、滝淵村、芦萢村、長平村、浜横沢村、中村、大宮村、中下村、片屋敷村、別所村、舞戸村、館村、田浦村、広戸村、追良瀬村、松原村、驫木村、舛形村、風合瀬村、晴山村、田野沢村、鴨村、金井ヶ沢村、関村、島村、大童子村、岩坂村、石動村、柳田村、桜沢村、姥袋村、赤石村、日照田村、館前村、金沢村、目内崎村、漆原村、種里村、鬼袋村、一ツ森村、大然村、小森村、深谷村、大間越村、黒崎村、松神村、森山村、正道尻村、久田村、岩崎村、沢辺村、艫作村、月屋村、横磯村、深浦村、鯵ヶ沢町、野木村、木筒村、尾原村、桑野木田村、廻堰村、川端村、姥ヶ島村、下中野村、金田村、広須村、桃井村、広萢村、上古川村、下古川村、大原村、鷺坂村、小曲村、近岡村、稲盛村、玉水村、沖萢村、末吉村、芦屋村、川除村、芦沼村、蓮沼村、上木作村、吉岡村、升館村、豊田村、今市村、蓮川村、永田村、永岡村、蓮花田村、吉水村、兼館村、岡部里村、生田村、夕日岡村、善積村、石館村、吉出村、沖善津村、出崎村、千年村、再賀村、再賀派村、沼館村、沼館派村、緑川村、語村、沼崎村、本増村、鶴見里村、福富村、下富萢村、下富萢新村、橘村、出野里村、芦部岡村、豊川村、楽田村、穂積村、野末村、細沼村、家調村、下家調村、繁田村、船越村、下繁田村、堅固村、下相野村、富岡村、広富村、上相野村、広野村、小中野村、沖中野村、栄田村、桜井村、上中館村、下中館村、里見村、町居田村、川泊村、岡部村、柴田村、川添村、貫水村、近野村、平野村、菊川村、千代田村、隠里村、妙堂崎村、浅田村、中田村、漆館村、吉野村、猫淵村、山田村、森田村、床舞村、大館村、中福原村、三原村、上福原村、吉見村、遠山里村、下福原村、南広森村、丸山村、嘉福村、越水村、駒田村、吹原村、三ツ館村、中三ツ館村、盛照村、広岡村、莇岡村、船岡村、木作村、松岡村、下木作村、濁川村、新屋敷村、中野林村、土滝村、下遠山里村、加納村、大畑村、林村、片田岡村、菰槌村、菰槌新村、西広森村、入江村、入江派村、蝉音村、弓袋村、館岡村、大湯町村、瓜生村、亀ヶ岡村、筒木坂村、畔屋村、平滝村、長浜村、牛潟村、下牛潟村、車力村、下車力村、豊富村、富萢村、広森村、十三村
- 明治初年
  - 鯵ヶ沢町内の11町が鯵ヶ沢を冠称。
  - 蝉音村・長浜村が廃村。（1町218村）
- 明治2年 - 鯵ヶ沢町内の11町の冠称を廃止。
- 明治4年
  - 7月14日（1871年8月29日） - 廃藩置県により弘前県の管轄となる。
  - 11月2日（1871年12月13日） - 第1次府県統合により青森県の管轄となる。
- 明治9年（1876年）（一部は推定）（1町110村）
  - 金沢村が分割して南金沢村・北金沢村となる。
  - 桜井村・上中館村・下中館村・町居田村が合併して中館村となる。
  - 中福原村・三原村・上福原村が合併して福原村となる。
  - 山崎村が南浮田村に、浮田村が北浮田村に、滝淵村が芦萢村に、大宮村・中下村・片屋敷村・別所村が中村に、館村・田浦村が舞戸村に、松原村が追良瀬村に、舛形村が驫木村に、晴山村が風合瀬村に、鴨村が金井ヶ沢村に、島村が関村に、大童子村・石動村が岩坂村に、桜沢村が柳田村に、目内崎村が北金沢村に、漆原村が南金沢村に、大然村が一ツ森村に、川端村が桑野木田村に、姥ヶ島村・下中野村・金田村・桃井村・広萢村が広須村に、大原村が下古川村に、近岡村が稲盛村に、沖萢村・末吉村が玉水村に、芦屋村が川除村に、蓮沼村・上木作村・吉岡村・升館村・松岡村・下木作村が木作村に、今市村が豊田村に、長岡村が蓮川村に、吉水村が永田村に、岡部里村・生田村・夕日岡村が兼館村に、石館村・出崎村・堅固村が善積村に、沖善津村が吉出村に、再賀村・再賀派村が千年村に、沼館派村・緑川村・語村が沼館村に、本増村が沼崎村に、鶴見里村・野末村・細沼村が穂積村に、下富萢村・下富萢新村が福富村に、橘村が豊田村、出野里村に、楽田村が豊川村に、芦部岡村が出野里村に、家調村・下家調村が繁田村に、船越村が下繁田村に、富岡村・広富村・広野村・小中野村・沖中野村・栄田村が上相野村に、里見村・川泊村・岡部村・川添村・貫水村が柴田村に、近野村・平野村が菊川村に、隠里村が廻関村に、浅田村・漆館村・吉野村が中田村に、猫淵村が山田村に、吉見村が下福原村に、遠山里村が千代田村に、南広森村が吹原村に、嘉福村が丸山村に、駒田村・広岡村・莇岡村が越水村に、中三ツ館村・盛照村が三ツ館村に、船岡村が森田村に、新屋敷村・中野林村が濁川村に、加納村が下遠山里村に、片田岡村が林村に、菰槌新村・西広森村・入江村・入江派村・弓袋村が菰槌村に、瓜生村が館岡村に、畔屋村が筒木坂村にそれぞれ合併。
  - 広森村が片田岡村か林村に合併されたとみられる。
- 明治10年（1877年） - 金井ヶ沢村が改称して北金ヶ沢村となる。

### 郡発足以降の沿革
- 明治11年（1878年）10月30日 - 郡区町村編制法の青森県での施行により、津軽郡のうち鯵ヶ沢町ほか1町110村の区域に行政区画としての西津軽郡が発足。郡役所が鯵ヶ沢町に設置。
- 明治12年（1879年） - 北金沢村が南金沢村に合併。（1町109村）

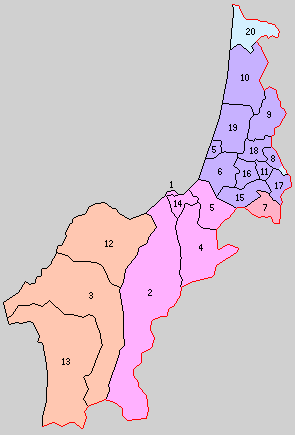
1.鰺ヶ沢町 2.赤石村 3.深浦村 4.中村 5.鳴沢村 6.越水村 7.水元村 8.川除村 9.稲垣村 10.車力村 11.木造村 12.大戸瀬村 13.岩崎村 14.舞戸村 15.森田村 16.柴田村 17.柏村 18.出精村 19.舘岡村 20.十三村（紫：つがる市 桃：鰺ヶ沢町 橙：深浦町 赤：北津軽郡鶴田町 水色：五所川原市）

- 明治22年（1889年）4月1日 - 町村制の施行により、以下の町村が発足。（1町19村）
  - 鰺ヶ沢町 ← 田中町、七ツ石町、米町、本町、浜町、新町、釣町、漁師町、新地町、富根町、淀町
  - 赤石村 ← 赤石村、日照田村、館前村、深谷村、小森村、一ツ森村、鬼袋村、種里村、南金沢村、姥袋村（現・鯵ヶ沢町）
  - 深浦村 ← 深浦村、広戸村、追良瀬村、横磯村、月屋村、艫作村（現・深浦町）
  - 中村 ← 中村、浜横沢村、長平村、芦萢村（現・鯵ヶ沢町）
  - 鳴沢村 ← 南浮田村、北浮田村、湯舟村、小屋敷村、建石村（現・鯵ヶ沢町）、出来島村（現・つがる市）
  - 越水村 ← 越水村、三ツ館村、下福原村、吹原村、丸山村（現・つがる市）
  - 水元村 ← 廻堰村、野木村、木筒村、尾原村、妙堂崎村（現・北津軽郡鶴田町）
  - 川除村 ← 川除村、豊田村、芦沼村、蓮川村（現・つがる市）、小曲村（現・五所川原市）
  - 稲垣村 ← 沼崎村、吉出村、沼館村、福富村、豊川村、穂積村、繁田村、下繁田村、千年村（現・つがる市）
  - 車力村 ← 車力村、牛潟村、下牛潟村、下車力村、豊富村、富萢村（現・つがる市）
  - 木造村 ← 木作村、上相野村、下相野村、広須村、玉水村、蓮花田村、濁川村、下遠山里村（現・つがる市）
  - 大戸瀬村 ← 北金ヶ沢村、関村、柳田村、岩坂村、田野沢村、風合瀬村、驫木村（現・深浦町）
  - 岩崎村 ← 沢辺村、岩崎村、正道尻村、久田村、森山村、松神村、黒崎村、大間越村（現・深浦町）
  - 舞戸村（単独村制。現・鯵ヶ沢町）
  - 森田村 ← 大館村、床舞村、森田村、山田村、中田村（現・つがる市）
  - 柴田村 ← 柴田村、中館村、千代田村、菊川村、福原村（現・つがる市）
  - 柏村 ← 桑野木田村、上古川村、下古川村、鷺坂村、稲盛村（現・つがる市）
  - 出精村 ← 兼館村、出野里村、善積村、林村、大畑村、土滝村、永田村（現・つがる市）
  - 舘岡村 ← 館岡村、大湯町村、菰槌村、亀ヶ岡村、筒木坂村、平滝村（現・つがる市）
  - 十三村（単独村制。現・五所川原市）
- 明治24年（1891年）4月1日 - 郡制を施行。
- 明治34年（1901年）5月1日 - 木造村が町制施行して木造町となる。（2町18村）
- 明治37年（1904年）4月1日 - 木造町が分割し、上相野、下相野は森田村へ、広須、玉水は柏村へ、蓮花田、下遠山里は出精村へ、濁川は柴田村へそれぞれ編入され、木造町の残部（木造）に改めて木造町が発足。
- 大正12年（1923年）4月1日 - 郡会が廃止。郡役所は存続。
- 大正15年（1926年）
  - 4月1日 - 深浦村が町制施行して深浦町となる。（3町17村）
  - 7月1日 - 郡役所が廃止。以降は地域区分名称となる。
- 昭和17年（1942年）7月1日- 「西津軽地方事務所」が鰺ヶ沢町に設置され、本郡を管轄。
- 昭和30年（1955年）
  - 3月1日 - 水元村が北津軽郡鶴田町・梅沢村・六郷村と合併し、改めて北津軽郡鶴田町が発足、郡より離脱。（3町16村）
  - 3月30日 - 木造町・舘岡村・出精村・越水村・柴田村・川除村および鳴沢村の一部（出来島）が合併し、改めて木造町が発足。（3町11村）
  - 3月31日（3町6村）
    - 鯵ヶ沢町・舞戸村・中村・赤石村・鳴沢村が合併し、改めて鯵ヶ沢町が発足。
    - 十三村が北津軽郡脇元村・相内村と合併して北津軽郡市浦村が発足し、郡より離脱。

  - 7月29日 - 深浦町・大戸瀬村が合併し、改めて深浦町が発足。（3町5村）
- 昭和33年（1958年）4月1日 - 木造町の一部（小曲）が五所川原市に編入。
- 平成17年（2005年）
  - 2月11日 - 木造町・森田村・柏村・稲垣村・車力村が合併してつがる市が発足し、郡より離脱。（2町1村）
  - 3月31日 - 深浦町・岩崎村が合併し、改めて深浦町が発足。（2町）

### 変遷表
| 明治22年以前 | 明治22年4月1日 | 明治22年 - 昭和19年 | 昭和20年 - 昭和64年                                          | 平成元年 - 現在                  | 現在            |
| ------------ | -------------- | ------------------- | ------------------------------------------------------------ | -------------------------------- | --------------- |
|              | 森田村         | 森田村              | 森田村                                                       | 平成17年2月11日 つがる市         | つがる市        |
|              | 柏村           | 柏村                | 柏村                                                         | 平成17年2月11日 つがる市         | つがる市        |
|              | 稲垣村         | 稲垣村              | 稲垣村                                                       | 平成17年2月11日 つがる市         | つがる市        |
|              | 車力村         | 車力村              | 車力村                                                       | 平成17年2月11日 つがる市         | つがる市        |
|              | 木造村         | 明治34年5月1日 町制 | 昭和30年3月30日 木造町 昭和33年4月1日 小曲を五所川原市に編入 | 平成17年2月11日 つがる市         | つがる市        |
|              | 舘岡村         | 舘岡村              | 昭和30年3月30日 木造町 昭和33年4月1日 小曲を五所川原市に編入 | 平成17年2月11日 つがる市         | つがる市        |
|              | 出精村         | 出精村              | 昭和30年3月30日 木造町 昭和33年4月1日 小曲を五所川原市に編入 | 平成17年2月11日 つがる市         | つがる市        |
|              | 越水村         | 越水村              | 昭和30年3月30日 木造町 昭和33年4月1日 小曲を五所川原市に編入 | 平成17年2月11日 つがる市         | つがる市        |
|              | 柴田村         | 柴田村              | 昭和30年3月30日 木造町 昭和33年4月1日 小曲を五所川原市に編入 | 平成17年2月11日 つがる市         | つがる市        |
|              | 川除村         | 川除村              | 昭和30年3月30日 木造町 昭和33年4月1日 小曲を五所川原市に編入 | 平成17年2月11日 つがる市         | つがる市        |
|              | 鳴沢村         | 鳴沢村              | 昭和30年3月30日 木造町 （出来島）                            | 平成17年2月11日 つがる市         | つがる市        |
|              | 鳴沢村         | 鳴沢村              | 昭和30年3月31日 鯵ヶ沢町                                     | 鯵ヶ沢町                         | 鯵ヶ沢町        |
|              | 鯵ヶ沢町       | 鯵ヶ沢町            | 昭和30年3月31日 鯵ヶ沢町                                     | 鯵ヶ沢町                         | 鯵ヶ沢町        |
|              | 舞戸村         | 舞戸村              | 昭和30年3月31日 鯵ヶ沢町                                     | 鯵ヶ沢町                         | 鯵ヶ沢町        |
|              | 中村           | 中村                | 昭和30年3月31日 鯵ヶ沢町                                     | 鯵ヶ沢町                         | 鯵ヶ沢町        |
|              | 赤石村         | 赤石村              | 昭和30年3月31日 鯵ヶ沢町                                     | 鯵ヶ沢町                         | 鯵ヶ沢町        |
|              | 深浦村         | 大正15年4月1日 町制 | 昭和30年7月29日 深浦町                                       | 平成17年3月31日 深浦町           | 深浦町          |
|              | 大戸瀬村       | 大戸瀬村            | 昭和30年7月29日 深浦町                                       | 平成17年3月31日 深浦町           | 深浦町          |
|              | 岩崎村         | 岩崎村              | 岩崎村                                                       | 平成17年3月31日 深浦町           | 深浦町          |
|              | 水元村         | 水元村              | 昭和30年3月1日 北津軽郡 鶴田町の一部                         |                                  | 北津軽郡 鶴田町 |
|              | 十三村         | 十三村              | 昭和30年3月31日 北津軽郡 市浦村の一部                        | 平成17年3月28日 五所川原市の一部 | 五所川原市      |

## 行政
歴代郡長
| 代 | 氏名 | 就任年月日                 | 退任年月日                | 備考                   |
| -- | ---- | -------------------------- | ------------------------- | ---------------------- |
| 1  |      | 明治11年（1878年）10月30日 |                           |                        |
|    |      |                            | 大正15年（1926年）6月30日 | 郡役所廃止により、廃官 |